# Hakka
Hakka (či hakkština, v hakkštině Hak-kâ-fa nebo Hak-kâ-va, čínsky v českém přepisu Kche-ťia-chua, pchin-jinem Kèjiāhuà, znaky zjednodušené 客家话, tradiční 客家話) je jeden z hlavních čínských jazyků, jímž mluví převážně Hakkové především v jižní Číně, dále ve východní a jihovýchodní Asii a v ostatních diasporách na celém světě.
Vzhledem k výskytu dialektu v rozptýlených izolovaných oblastech, kde je komunikace s okolními oblastmi omezena, se vyvinulo mnoho variant a nářečí hakky, kterými se mluví v provinciích Kuang-tung, Fu-ťien, Ťiang-si, Kuang-si, Sečuán, Chu-nan, Kuej-čou a Chaj-nan, v Singapuru a na Tchaj-wanu. Dialekt hakka není vzájemně srozumitelný se severočínskými dialekty a jinými čínskými dialekty a i hakk existuje mnoho a mluvčí dvou různých hakk si také nemusí rozumět. Nejblíže je hakce dialekt/skupina dialektů kan.
Existuje výslovnostní rozdíl mezi tchajwanským a kuangtungským dialektem jazyka hakka. Za ukázkový příklad jazyka byl obvykle považován dialekt severovýchodního Kuang-tungu, který tvoří víceméně jeho standard.

## Příklady

### Číslovky
| Znaky | Hakka | Česky |
| 一    | jit   | jeden |
| 二    | ngi   | dva   |
| 三    | sam   | tři   |
| 四    | si    | čtyři |
| 五    | ng    | pět   |
| 六    | liuk  | šest  |
| 七    | cit   | sedm  |
| 八    | bat   | osm   |
| 九    | giu   | devět |
| 十    | ship  | deset |

### Užitečné fráze

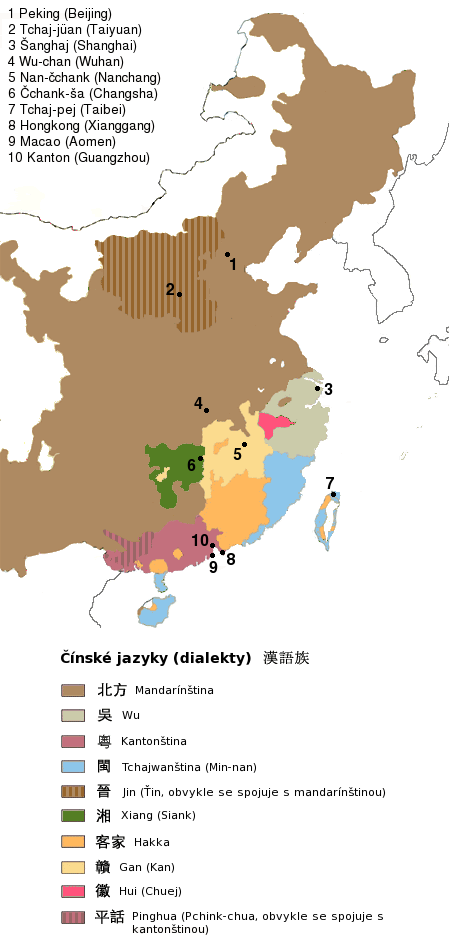
Hakka v rámci čínských jazyků

| Hakka          | Česky          |
| Ngi ho!        | Ahoj!          |
| Ngi ho mo?     | Jak se máš?    |
| Shit bau mang? | Jedl jsi?      |
| Ngai ho        | Jsem v pořádku |
| Do cia         | Děkuji         |
| Zoi gien       | Na shledanou   |

## Vzorový text

### Všeobecná deklarace lidských práv
| hakka         | 人人生而自由，在尊严同权利上一律平等。佢丁人赋有理性同好心田，并应以兄弟关系个精神相对待                                                                                 |
| transliterace | Ngin-ngin sang yi cii-iu, coi zun-ngiam tung kienli song id-lid pin-den. Gi den ngin fu-iu li-xin tung ho-xim tien, bin en i hiung-ti guan-he ge jin-siin xiong dui-tai. |
| česky         | Všichni lidé se rodí svobodní a sobě rovní co do důstojnosti a práv. Jsou nadáni rozumem a svědomím a mají spolu jednat v duchu bratrství.                               |